# Accent circonflexe
Cette page contient des caractères spéciaux ou non latins. S’ils s’affichent mal (▯, ?, etc.), consultez la page d’aide Unicode.
L’accent circonflexe  ‹ ◌̂ › (du latin circumflexus, « fléchi autour ») est un diacritique de l’alphabet latin hérité de l’accent circonflexe grec. C’est, graphiquement, la réunion d’un accent aigu et d’un accent grave. Il fait ses premières apparitions dans les langues modernes en français au XVIe siècle. En 1560, l'imprimeur tourangeau Plantin systématise l'usage de l'accent circonflexe pour remplacer le s (comme dans tête pour teste). 
Il existe un autre symbole diacritique similaire à l'accent circonflexe, le caron. Ce dernier ressemble à un circonflexe avec la pointe vers le bas, et est surtout présent dans les langues slaves et dans les langues tonales.

## Utilisation dans les langues à écriture latine

Lettres a, e, i, o et u minuscules portant un accent circonflexe.

Le circonflexe est un diacritique très utilisé. Il est principalement en usage dans les langues à écriture latine suivantes (cette liste n’est bien sûr pas exhaustive) :

### Afrikaans
Ê ê [ɛː], Î î, [iː], Ô ô [ɔː], Û û [yː].
L’afrikaans, outre dans les mots d’emprunt, se sert du circonflexe sur e et o pour marquer la quantité longue ainsi que le caractère ouvert. Par exemple : wêreld, « monde », goeiemôre « bonjour ». Ailleurs, il note la seule quantité longue : wîe, « cale », brûe, « ponts».
L’utilisation du circonflexe est assez rare pour ê et ô, très rare pour î et û, l’orthographe prévoyant d’autres graphies plus communes pour noter les mêmes sons.

### Breton
Ê ê. Introduit dans la graphie dite universitaire pour remplacer la diphtongue ae, dont la prononciation diffère selon les dialectes ([ɛː], [aɛ], [ae], [ea]).

### Chichewa
Ŵ ŵ [β].
Le w marqué du circonflexe s’oppose à la lettre simple, qui vaut [w].

### Espéranto
Ĉ ĉ [t͡ʃ], Ĝ ĝ [d͡ʒ], Ĥ ĥ [x], Ĵ ĵ [ʒ], Ŝ ŝ [ʃ]. (Il n'y a pas d'û en espéranto, mais un ŭ.)

### Français
L'accent circonflexe en français est une notation graphique suscrite voisine de l'accent aigu et de l'accent grave. Il permet de marquer toutes les voyelles mais n'indique pas systématiquement une modification de la prononciation. Il est toutefois courant d'indiquer que les voyelles avec accent circonflexe se prononcent de la sorte : Â â pour [ɑ], Ê ê pour [ɛ], Î î pour [i], Ô ô pour [o] et Û û pour [y].
Historiquement, l'accent circonflexe a été utilisé par différents auteurs dès le XVIe siècle sans que son usage ne soit régulé. Il a été introduit progressivement par l'Académie française dans l'orthographe normale, et ce dès la 3e édition de son dictionnaire en 1740. Son utilisation a été régulièrement remise en question, de sorte que les rectifications orthographiques de 1990 ont permis que les accents circonflexes superflus sur les lettres i et u soient retirés. Cependant, si l'accent permet de discriminer par l'orthographe deux homophones, il doit rester en place, à l'exemple de l'adjectif sûr (en regard de la préposition sur).

### Frioulan
Â â [aː] Ê ê [eː] Î î [iː] Ô ô [oː] Û û [uː].
Selon la graphie Faggin-Nazzi, le circonflexe s’utilise notamment sur la voyelle d’une syllabe de fin de mot quand elle est longue. Par exemple : fîl [fiːl], « fils », clamâ [klamaː], « appeler ».

### Gallois
Â â, [aː] Ê ê, [eː] Î î, [iː] Ô ô, [oː] Û û, [ɨː]/[iː] Ŵ ŵ, [uː] Ŷ ŷ [ɨː]/[iː].
Première valeur : au Nord, seconde : au Sud.
Un circonflexe indique que la voyelle qui en est affectée est longue alors que le contraire était attendu, ce qui arrive notamment dans les mots d’emprunt. Les voyelles longues ne sont autrement pas distinguées, mais peuvent être largement déduites des représentations orthographiques fonction des consonnes environnantes et de l’accentuation, selon des règles assez complexes.
Le circonflexe permet aussi préciser la prononciation de la diphtongue wy : ŵy = [uɨ̯] mais wŷ = [wɨː].

### Hébreu
Dans une transcription fine de l’hébreu, il est possible de noter par le circonflexe les voyelles longues écrites dans le texte original au moyen des matres lectionis tandis que le macron frappe les voyelles longues qui ne sont pas écrites. Par exemple : בְּעֵינֶיךָ (sans les signes de vocalisation : (בעיניך) bəʿênêḵā, « dans tes yeux ».
Dans les transcriptions plus courantes, de même que pour un très grand nombre de langues, le circonflexe remplace simplement le macron et note la quantité longue, quelle que soit son origine.

### Italien
En italien, dans une écriture soignée, quand il s'agit de distinguer deux i contractés (par exemple pour distinguer au pluriel gene (gène) et genio (génie), on a le doublon geni/genî ou encore principe (prince) et principio (principe), qui donnent principi/principî).

### Japonais(Kunrei,Nippon-shiki,Hepburn)
Dans les romanisations Kunrei et Nippon-shiki, les voyelles longues (sauf i) sont normalement marquées par le circonflexe : ローマ字 rômazi, « romanisation ». Dans la méthode Hepburn, c’est le macron qui est utilisé : le même mot japonais se romanise rōmaji. Cependant, pour des raisons de facilité, le circonflexe remplace souvent ce macron ou est simplement omis,.

### Norvégien
Ô ô, Ê ê.
Ces deux lettres, outre dans des emprunts, sont employées dans de très rares mots issus du vieux norrois (ainsi que leurs dérivés) : fôr et le verbe fôre (norrois fóðr), « nourriture pour animaux » et « donner de la nourriture aux animaux », vêr, « temps (qu’il fait) » ou « bélier » (norrois veðr), lêr, « peau » (norrois leðr).

### Néerlandaisetanglais
L’accent circonflexe se trouve principalement sur des voyelles de mots empruntés ou cités, surtout au français, comme Nîmes ou rôle.

### Portugais
Â â, ['ɐ] Ê ê, ['e] Ô ô ['o].
En portugais, l’accent circonflexe joue deux rôles : outre qu’il indique la qualité plus fermée de la voyelle, il marque aussi le fait qu’elle est tonique dans le mot. Il s’oppose en cela à l’accent aigu, qui ne frappe aussi que les voyelles toniques mais indique une qualité ouverte. Par exemple : câmara ['kɐmɐɾɐ] « chambre », quê ['ke] « (lettre) q », pôde « il/elle a pu ».

### Roumain
Â â, [ɨ] Î î [ɨ].
Les deux graphèmes représentent le même phonème. Â ne s’emploie qu’en milieu de mot, î à l’initiale et à la finale de radicaux (c’est-à-dire qu’on peut trouver î en milieu de mot composé). Ainsi : în română [ɨn romɨnə], « en roumain ». Avant une récente réforme de l’orthographe, seul le mot român, « roumain », et ses dérivés utilisaient le â.
On trouvera plus de détails dans l’article consacré à cette langue.

### Slovaque
En slovaque, l’accent circonflexe peut apparaître sur la lettre ô, qui marque la diphtongue [u̯o].

### Turc
Â â, [ɑː]/[ʲɑ] Î î, [iː] Û û, [uː]/[ʲu].
L’accent circonflexe sert principalement à deux usages. Tout d’abord, il indique la quantité longue vocalique dans des mots d’emprunt arabo-persans : âdet [ɑːdɛt], « coutume », ilmî [ilmiː], « scientifique », sükût [sykuːt], « silence ». Son emploi n’est pas obligatoire mais il est souvent conservé quand il permet de distinguer des homographes : tarihî [tɑɾihiː], « historique » mais tarihi, « son histoire ».
D’autre part, â et û servent à indiquer qu’un /k/, /g/ ou /l/ précédents dans un mot d’emprunt est palatalisé (ou, pour le phonème /l/, qu’il n’est pas vélarisé), ce qui est normalement réservé aux mêmes consonnes devant les graphèmes e, i, ö et ü. Dans ce cas, la voyelle n’est pas allongée : gâvur [gʲavuɾ], « infidèle », mahkûm [mɑkʲum], « condamnée », plâj [plɑʒ], « plage ». Encore une fois, le circonflexe n’est pas obligatoire mais se conserve surtout quand il évite des confusions dues à une homographie potentielle : kâr [kʲɑɾ], « profit » mais kar [kɑɾ], « neige ».
Ses deux rôles, quantité longue de /a/ et /u/ et palatalisation de la consonne précédente, l’empêchent de permettre la notation de consonnes non palatalisées suivies d’un /a/ ou /u/ longs : katil se prononce [katil] quand le mot signifie « tuant » (de l’arabe qatl) mais [kɑːtil] quand le mot signifie « tueur » (de l’arabe qātil). La graphie kâtil pour cette dernière forme serait fausse : le /k/ n’est pas palatalisé.

### Vietnamien
Â â, [ɐ] Ê ê, [e] Ô ô [o].
En quốc ngữ, le circonflexe indique que la voyelle est plus fermée que sa variante non diacritée. En fait, ce sont les mêmes usages qu’en portugais, ce qui s’explique quand on sait qu’Alexandre de Rhodes écrivait en portugais et s’est inspiré des travaux de missionnaires d’origine portugaise pour mettre au point la romanisation du vietnamien.
Au circonflexe peuvent s’ajouter les diacritiques tonaux :
- â → ấ, ầ, ẩ, ẫ, ậ ;
- ê → ế, ề, ể, ễ, ệ ;
- ô → ố, ồ, ổ, ỗ, ộ.

### Chinantèque de Comaltepec
En chinantèque de Comaltepec, la lettre modificative circonflexe ‹ ˆ ›, avec chasse, est utilisé pour indiquer un ton haut sur la syllabe qui le précède ; par exemple : ‹ júˆ ›, ‹ mɨnooˆ ›, ‹ júuˆ ›, ‹ uꞌˆ ›, ‹ júꞌˆ ›, ‹ niijɨ́ɨꞌˆ ›.

### Mbugwe
En mbugwe, le circonflexe avec chasse est utilisé devant les verbes au présent ou au passé par opposition aux verbes au futur.

## Alphabet phonétique international
En API, l’accent circonflexe marque les tonèmes mélodiques ou modulés descendants. Il peut se placer sur n’importe quel symbole vocalique ou bien consonantique vocalisé. Par exemple, en ngbaka, [kpâ], « feuille », en mandarin 四 sì [ŝ̩] (/s/ vocalisé descendant), « quatre ».

## Romanisationsrécentes,transcriptions et translittérations
Le circonflexe est souvent utilisé, dans les transcriptions, en remplacement du macron pour noter, sur les voyelles, la quantité longue. C’est le cas dans la transcription, par exemple, de l’arabe ou du sanskrit.

## Informatique

### Unicode
Unicode prévoit un grand nombre de caractères précomposés comprenant un accent circonflexe. Cependant, plusieurs caractères ne sont pas définis comme caractères précomposés, comme le x accent circonflexe de l’aléoute, l’o ouvert circonflexe ou l’epsilon circonflexe. Pour ces derniers caractères, il est nécessaire d’utiliser un accent circonflexe sans chasse (bloc de caractères des diacritiques), qui se combinera à tout autre caractère latin : il est situé à l’emplacement U+0302. Par exemple, =̂ est une composition utilisant ce caractère au-dessus du signe égal. Il existe aussi un accent circonflexe chassant, ˆ U+02C6 (bloc des lettres modificatives avec chasse). Ce dernier ne doit pas être confondu avec la pointe de flèche orientée vers le haut, ˄ U+02C4, présente dans le même bloc.
Mentionnons aussi l’existence de l’accent chassant circonflexe en ASCII, ^ (U+005E), aussi appelé caret (en latin « il est privé de » ou « il manque »), qui signale en informatique un point d’insertion ou de remplacement (cf. caractères de contrôle) . Le caret est aussi présent dans le bloc de la ponctuation générale, ‸ U+2038 (chevron d’insertion). Le signe typographique correspondant est le lambda d’insertion, ⁁ U+2041 (même bloc).

### Transcription en ASCII
L’ASCII de base (caractères 0 à 127) ne contient pas de lettre accentuée. À l’époque où c’était la seule page de code disponible, certains simulaient l’accent circonflexe en plaçant une apostrophe devant la lettre et une apostrophe inversée derrière : par exemple, ils écrivaient « 'e`tre » pour « être ». Pour le VIQR, la solution retenue est de mettre un accent circonflexe vierge derrière la lettre, par exemple écrire «  e^ » pour « ê ».
Cet accent circonflexe chassant ‹ ^ › (ASCII : 0x54), est disponible sur plusieurs agencements de clavier, soit directement à l’aide d’une touche même, soit comme à l’aide d’une touche morte formant une lettre accentué (^ + a donne ‹ â ›) avec laquelle il peut être obtenu en le suivant d’une combinaison non existante comme elle-même ou l’espace (^ + ^ donne ‹ ^ › ou ^ + espace donne ‹ ^ ›). Sur Windows, il peut aussi être obtenu en tapant Alt + 94.

### Touche Contrôle
L’accent circonflexe est parfois utilisé pour désigner la touche Contrôle d’un clavier d’ordinateur. Ainsi, « ^A » signifiera la combinaison de touches Ctrl + A.

### Caractères de contrôle
Utilisé dans la notation caret, l'accent circonflexe, plus précisément le caret (l'accent chassant circonflexe en ASCII, ^ (U+005E)), permet de représenter les 33 caractères de contrôle non affichables de la table ASCII. Ainsi ^A représente le caractère SOH (Start of Header).

## En sciences
- L’accent circonflexe peut désigner l’exponentiation : 2^3 = 8 (« 2 puissance 3 égale 8 »).
- Dans certains langages de programmation, il correspond à un XOR (Fonction OU exclusif) : 2^3 = 1.
- En mathématiques, l'accent circonflexe peut servir à dénoter un objet introduit secondairement à un premier objet dans le but de mettre en valeur la relation entre les deux objets. À l'oral, on lira, par exemple,  {\displaystyle {\hat {x}}} en « x circonflexe » ou « x chapeau ». Un exemple similaire de recours à une diacritique en mathématiques est le tilde.
  - Par exemple, l'accent circonflexe est souvent utilisé pour dénoter la transformée de Fourier d'une fonction.
  - En particulier, en statistique, l'accent circonflexe sert généralement à désigner un estimateur (ou la valeur estimée) d'une variable donnée. Par exemple, dans l'expression {\displaystyle {\hat {\varepsilon }}}, il désigne le résidu de la quantité théorique qu'est l'erreur statistique, {\displaystyle \varepsilon }.
  - En mathématiques ensemblistes, un élément noté avec accent circonflexe signifie que cet élément a été retiré de l'ensemble de référence.
- En géométrie, dans la notation vectorielle, l'accent circonflexe peut désigner un vecteur unitaire (i.e. de magnitude égale à 1). Dans la notation usuel d'un système de coordonnées cartésiennes, {\displaystyle {\hat {\mathbf {x} }}} désigne ainsi le vecteur unité selon l'axe horizontal (axe {\displaystyle x}).